# 友誼路 (泰國)

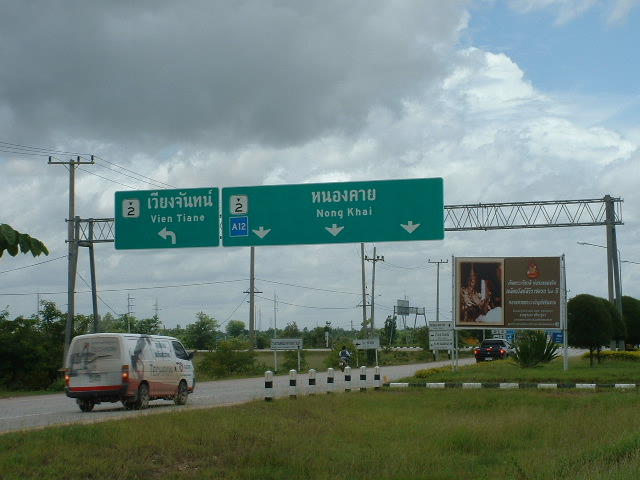
友誼路（廊開段）

友誼路（音素換寫：T̄hnn mitrp̣hāph，皇家轉寫：Thanon Mittraphap）位於泰國，又稱為泰国2號公路，是四條主要公路之一，另三條則為拍鳳裕庭路（一號公路）、素坤逸路（三號公路）及碧甲盛路（四號公路）。本路由美國政府提供的資金建造，從中部的北標府連通東北部的廊開，為20世紀50年代至70年代入侵中南半島的美軍提供支援的道路。1957年2月20日命為今名。它的主要幹線連接東北部的依善地區至中部的北標府，沿途經過呵叻府、孔敬府、烏隆府，以東北部的廊開為終點，那裡有澳大利亞政府出資興建的泰寮友誼大橋連接老挝。